# Les Mussoles
Les Mussoles és la vall oriental de les dues que formen la Vall de les Mussoles, sent la Cometa de les Mussoles l'occidental.
El seu nom prové «del basc, mun-tzi-ol-a, cabana de l'aturonament, del massís de turons».